# Nacional de Clubes 1998
Il Nacional de Clubes 1998, sesta edizione del campionato argentino per club di rugby 15, è stato vinto per la prima volta a pari merito dal Club San Cirano e dal Club San Luis.

## Secondo preliminare
| 24/10/1998 | Duendes - C.A. San Isidro    | 18 - 11 |
| 24/10/1998 | Club San Luis - Palermo Bajo | 40 - 24 |
| 24/10/1998 | la Tablada - Olivos          | 24 - 20 |
| 24/10/1998 | Alumni - Tequé R.C.          | 48 - 16 |

| 24/10/1998 | Córdoba AC - Regatas de Bella Vista | 28 - 27 |
| 24/10/1998 | San Cirano - Huirapuca              | 53 - 41 |
| 24/10/1998 | Los Tordos - Club Newman            | 13 - 34 |
| 24/10/1998 | La Plata - Aranduroga               | 78 - 29 |

## Ottavi di finale
| 31/10/1998 | Marista - Duendes                 | 24 - 32 |
| 31/10/1998 | Hindú Club - Club San Luis        | 34 - 45 |
| 31/10/1998 | Atlético del Rosario - la Tablada | 45 - 31 |
| 31/10/1998 | Jockey Club Cordoba - Alumni      | 36 - 14 |

| 31/10/1998 | Jockey Club Rosario - Córdoba AC | 58 - 49 |
| 31/10/1998 | San Isidro Club - San Cirano     | 18 - 25 |
| 31/10/1998 | Club Newman - Tala R.C.          | 20 - 27 |
| 31/10/1998 | Universitario Tucuman - La Plata | 20 - 18 |

## Quarti di finale
| 7/11/1998 | Duendes - Club San Luis                    | 24 - 39 |
| 7/11/1998 | Atlético del Rosario - Jockey Club Cordoba | 45 - 40 |

| 7/11/1998 | San Cirano - Jockey Club Rosario  | 26 - 16 |
| 7/11/1998 | Tala R.C. - Universitario Tucuman | 15 - 12 |

## Semifinali
| 14/11/1998 | Club San Luis - Atlético del Rosario | 19 - 24 |
| 14/11/1998 | Tala R.C. - San Cirano               | 8 - 25  |

## Finale
| 21/11/1998 | Club San Luis- San Cirano | 22 - 22 |